# Napocheima
Napocheima là một chi bướm đêm thuộc họ Geometridae.